# Fujisaki
Fujisaki (japanska: 藤崎町?, Fujisaki-machi) är en landskommun (köping) i Aomori prefektur i Japan.  
Äppelsorten Fuji togs fram på dåvarande Tohoku forskningsenhet i Fujisaki i slutet av 1930-talet.